# Loaded (jeu vidéo)
Pour les articles homonymes, voir Loaded.
Loaded est un jeu vidéo de type shoot 'em up pour PlayStation et Saturn. Il est sorti en décembre 1995 en Amérique du Nord et en février 1996 en Europe. Au Japon, le jeu est sorti en mars 1996 et se nomme Blood Factory, traduisible en français par « L'usine de sang ».
Le jeu se déroule dans une prison au fond de l'univers. Le joueur doit choisir un protagoniste parmi six. Il doit exterminer tous les ennemis sur son chemin afin de tuer le directeur, un monstre mutant appelé le FUB.

## Trame

### Univers
Loaded se déroule dans une galaxie au fin fond de l'univers. Le protagoniste est en prison. Le directeur de la prison est un homme mutant appelé FUB.

### Personnages
Le joueur dispose de six personnages disponibles pour entamer la partie : Butch, un travesti sanguinaire, Vox, une demoiselle mignonne, Fwank, un psychopathe, Cop'N'Hands, un pirate intergalactique, Mamma, un gros bébé imbécile, et Bounca, un homme avec une mâchoire en acier.

### Histoire
Le principal objectif du jeu est de tuer le directeur de la prison.